# ジェームズ・ステュアート (第8代マリ伯爵)
第8代マリ伯爵ジェームズ・ステュアート（英語: James Stuart, 8th Earl of Moray KT、1708年 – 1767年7月5日）は、スコットランド貴族。1735年から1739年までドゥーン卿の儀礼称号を使用した。

## 生涯
第7代マリ伯爵フランシス・ステュアートとジーン・エルフィンストーン（Jean Elphinstone、1739年5月14日没、第4代バルメリノ卿ジョン・エルフィンストーンの娘）の長男として、1708年に生まれた。
1739年12月11日に父が死去すると、マリ伯爵の爵位を継承した。
1741年2月23日、シッスル勲章を授与された。同年から1767年までスコットランド貴族代表議員を務めた。
フリーメイソンに加入し、1744年から1745年までスコットランド・グランドロッジのグランドマスターを務めた。
1767年7月5日に死去、長男フランシスが爵位を継承した。

## 家族
1734年12月、グレース・ロックハート（Grace Lockhart、1738年11月17日没、ジョージ・ロックハートの娘）と結婚、1男1女を儲けた。
- フランシス（1737年 – 1810年） - 第9代マリ伯爵、子供あり

1740年4月24日、マーガレット・ウィームズ（Margaret Wemyss、1779年没、第4代ウィームズ伯爵デイヴィッド・ウィームズの娘）と再婚、2男を儲けた。
- ジェームズ（1808年5月4日没） - 陸軍軍人、生涯未婚
- デイヴィッド（1784年没） - エリザベス・ベッグ（Elizabeth Begg）と結婚して、数人の子供を儲けたが、全員生涯未婚のまま死去